# (25203) 1998 SP143
A (25203) 1998 SP143 a Naprendszer kisbolygóövében található aszteroida. Eric Walter Elst fedezte fel 1998. szeptember 18-án.